# Pułkownikówka
Pułkownikówka est une localité polonaise de la gmina rurale de Ostaszewo située dans le powiat de Nowy Dwór Gdański en voïvodie de Poméranie. Elle se trouve à environ 12 km à l'ouest de Nowy Dwór Gdański et à 27 km au sud-est de la capitale régionale Gdańsk.

## Géographie

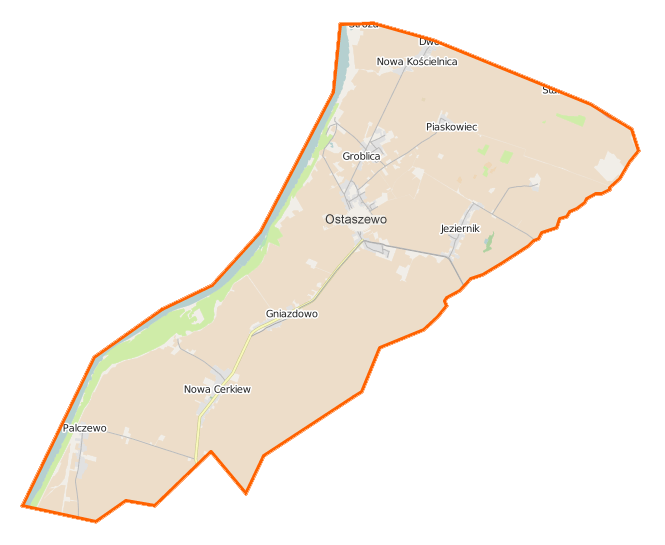
Carte de la gmina d'Ostaszewo.